# Catocala dulciola
Catocala dulciola là một loài bướm đêm thuộc họ Erebidae. Loài này có ở New York qua Virginia, phía tây đến Missouri và phía bắc đến Illinois và Michigan.
Sải cánh dài 40–45 mm. Con trưởng thành bay từ tháng 6 đến tháng 7 tùy theo địa điểm. Có thể có một lứa một năm.
Ấu trùng ăn Crataegus.